# Microrregión de Joaçaba
La microrregión de Joaçaba es una de las microrregiones del estado brasileño de Santa Catarina perteneciente a la mesorregión Oeste Catarinense. A conteo poblacional realizada en 2007 por el IBGE resultó en 311.373 habitantes que está dividida en 27 municipios. Posee un área total de 9.136,383 km². 

## Municipios
- Água Doce
- Arroio Trinta
- Caçador
- Calmon
- Capinzal
- Catanduvas
- Erval Velho
- Fraiburgo
- Herval d'Oeste
- Ibiam
- Ibicaré
- Iomerê
- Jaborá
- Joaçaba
- Lacerdópolis
- Lebon Régis
- Luzerna
- Macieira
- Matos Costa
- Ouro
- Pinheiro Preto
- Rio das Antas
- Salto Veloso
- Tangará
- Treze Tílias
- Vargem Bonita
- Videira